# Italiaanse gemeenschap in België
De Italiaanse gemeenschap in België, ook wel Italiaanse Belgen of Italo-Belgen (Italiaans: Italo-belgi) zijn in België verblijvende Italianen, of Belgen van Italiaanse afkomst. Er wonen naar schatting zo’n 451.825 (2018) Italo-Belgen in het land. De meeste Italianen kwamen naar België na de Tweede Wereldoorlog, om in de mijn- en staalindustrie te werken.

## Geschiedenis
De eerste Italianen arriveerden reeds in de middeleeuwen in het huidige België. Dit waren voornamelijk kooplieden. Zo waren vanaf de eerste decennia van de 14e eeuw Venetiaanse handelaars actief in Brugge. Later volgden ook Genuezen, Luccezen en Florentijnse bankiers.

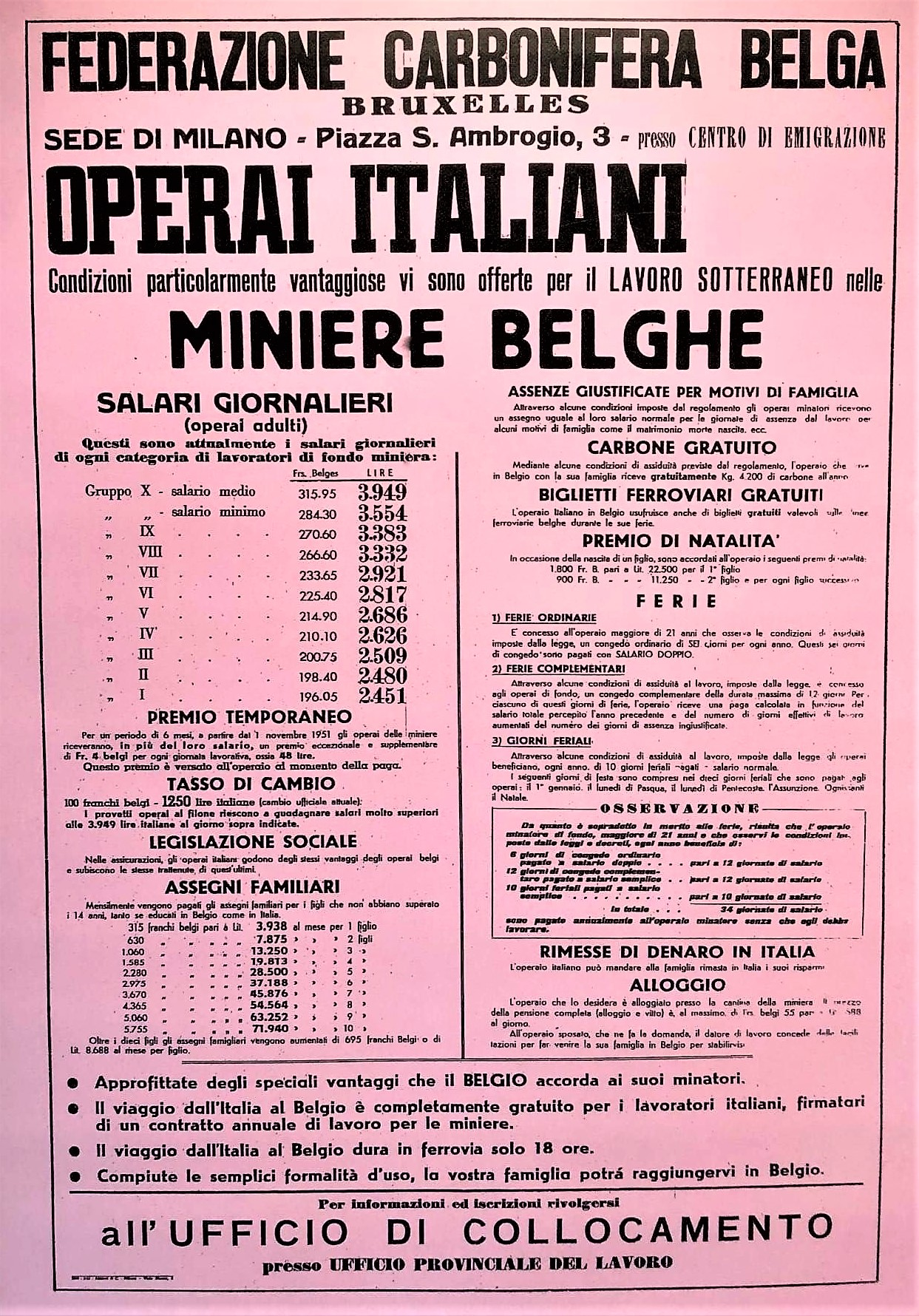
Italiaanse rekruteringsaffiche van Fedechar (1946)

In de 19de eeuw kwamen al kleine groepen Italiaanse arbeiders, handelaars en vluchtelingen naar België. Het stereotiepe beeld van een Italiaan in die tijd was dat van de orgeldraaier, een soort rondtrekkende muzikant. Een grote immigratiegolf was er eigenlijk niet. In 1910 woonden slechts 4490 Italianen in België. Ze werden pas een grote groep vanaf de jaren '20 en vooral na de Tweede Wereldoorlog, toen velen als gastarbeiders in de mijn- en staalindustrie kwamen werken. Deze industrieën hadden toen een hoge nood aan arbeidskrachten, die door de binnenlandse markt niet gedekt kon worden. Vanaf 1922 begonnen Belgische mijnen officieel arbeiders te rekruteren in Italië; anderen kwamen spontaan naar het land. Zo groeide de Italiaanse gemeenschap aan tot ongeveer 30.000 personen. De Italianen waren toen echter niet de grootste groep gastarbeiders. Tijdens het interbellum waren dit de Oost-Europeanen. Na 1945 kwamen veel Oost-Europese landen echter onder communistisch bewind. Deze nieuwe staten dwongen hun burgers in het buitenland te kiezen tussen blijven en hun nationaliteit verliezen, of terugkeren. Veel Oost-Europeanen kozen om terug te keren. De Belgische bedrijven moesten dus elders gastarbeiders gaan zoeken. Dit deden zij nu voornamelijk in Italië. 
Na de Tweede Wereldoorlog werden er verdragen getekend tussen België en Italië om gastarbeiders te sturen om in de steenkoolmijnen te werken. Voor de Kolenslag was het een absolute noodzaak om arbeidskrachten te vinden die het ongezonde en laagbetaalde werk wilden doen. Onder impuls van werkgeversorganisatie Fedechar sloot de Belgische regering op 20 juni 1946 het Accord du Charbon af met Italië, dat voortaan 200 kg steenkool kreeg voor elke werkdag van een Italiaan in een Belgische mijn. De gastarbeiders werden gelokt met beloftes van hoge lonen en pensioenen. Het aantal Italianen in België groeide hierdoor aanzienlijk. In 1947 waren er 81.134 in België. In 1961 was dit 200.086. De omstandigheden van de arbeiders waren echter niet zoals beloofd. Het werk was zwaar en onveilig. De immigranten kregen vaak te maken met racisme.  
In 1946 kwamen er zo'n 24.000 en in 1948 46.000. De overgrote meerderheid kwam uit het zuiden van Italië en Sicilië, al wensten de mijnbazen daar niet te rekruteren. In 1951 voerde staatssecretaris voor Migratie Rinaldo Del Bo een onaangekondigde inspectie uit van de barakkenkampen waarin zijn landgenoten waren gehuisvest. Hij was woedend over wat hij zag en dreigde met een emigratiestop. De Belgen, die meenden dat Italië zich een dergelijke maatregel niet kon veroorloven, waren verrast toen Del Bo zijn dreigement in 1953 ten uitvoer bracht naar aanleiding van de explosie in de mijn van Many. Het was geen zaak waar België licht overheen kon stappen: het aandeel Italianen in de cruciale mijnbouwsector was opgelopen tot meer dan de helft. 
In een nieuw akkoord werd bijgevolg tegemoetgekomen aan de Italiaanse eisen. Maar de spanningen bleven bestaan en er kwamen nieuwe onderbrekingen. Terwijl de mijnbazen begonnen uit te kijken naar andere rekruteringslanden, deed zich in 1956 de mijnramp van Marcinelle voor, die 136 Italiaanse slachtoffers maakte op een totaal dodentol van 262. Er kwam op 11 december 1957 nog wel een nieuw akkoord om de migratie te hervatten, maar beide landen zochten alternatieven en de instroom van Italiaanse gastarbeiders begon drastisch af te nemen. Ook al organiseerde België clandestiene immigratie, de aantallen van de voorbije tien jaar werden niet meer gehaald. Het industrialiserende Noord-Italië had zelf arbeidskrachten nodig en met Duitsland en Zwitserland waren er alternatieve emigratiekanalen. De Belgische industrie begon dan vooral arbeiders te werven in Spanje, Griekenland, Marokko en Turkije.
Italianen bleven echter immigreren, in de vorm van spontane migratie en door gezinshereniging. In 1961 maakten de Italianen 44% uit van de niet-Belgische bevolking. In 1970 bereikte het aantal Italianen in België een recordhoogte van 250.000, de grootste groep niet-Belgen die België ooit herbergde. Sinds 1968 hadden de Italianen, als EEG-burgers, recht gekregen op vrij werknemersverkeer. Het aantal Italianen in België nam echter af; de verbeterde Italiaanse economie maakte een eind aan de emigratie en veel in België wonende Italianen keerden ofwel terug naar huis, of lieten zich inburgeren.
Na de crisis van 2008 kwam een nieuwe migratiestroom op gang van voornamelijk jonge, hoogopgeleide mensen, die in België werk kwamen zoeken.

## Integratie
De Italiaanse gemeenschap integreerde zich goed in de Belgische samenleving, ook al omdat zij dezelfde godsdienst hadden. Volgens statistieken waren er in 2007 zo'n 235.763 Italo-Belgen, met inbegrip van Belgen met een dubbel paspoort. Meer dan 25.000 is van Siciliaanse afkomst. Ongeveer 2,5 % van de Belgische bevolking is van op zijn minst gedeeltelijk Italiaanse afkomst.
De Italo-Belgen concentreren zich voornamelijk in de voormalige mijnstreken in de provincies Henegouwen, Luik en Limburg. Het gebruik van het Italiaans is miniem vergeleken met zestig jaar geleden en de Italo-Belgen spreken meestal Frans of Nederlands.
Ook de Italiaanse keuken is wijdverspreid in België. Spaghetti is een gerecht dat zo goed als onbekend was voor de komst van de Italiaanse mijnwerkers, maar is nu niet meer weg te denken uit de Belgische keukens, ook bij de gewone Belgische gezinnen.

## Aantal

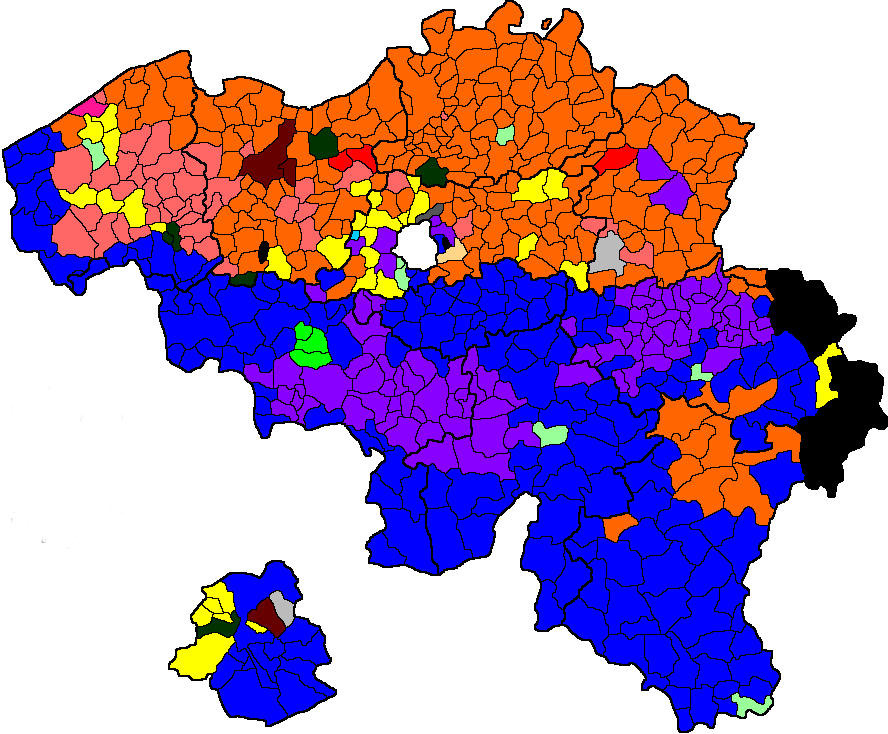
Deze kaart toont per gemeente welke groep buitenlanders (mensen zonder Belgisch paspoort) het grootst is. Gemeenten waar dit de Italianen zijn, zijn in het paars ingekleurd. Klik op de afbeelding voor meer details.

Omdat België (in tegenstelling tot bv. Nederland) geen etnische statistieken verzamelt, is het exact aantal Italianen in België niet bekend. In 2014 verbleven 156.584 personen in België die de Italiaanse, maar niet de Belgische nationaliteit hadden. Dit cijfer houdt echter geen rekening met nieuwe Belgen en hun nakomelingen. In 2006 leefden 277.128 mensen in België die, ongeacht hun nationaliteit in dat jaar, met de Italiaanse nationaliteit geboren waren. Dit cijfer geeft een betere benadering van de grootte van de Italiaanse gemeenschap, maar blijft nog altijd onvolledig. Het is immers mogelijk dat iemand met Italiaanse roots met de Belgische nationaliteit geboren wordt, bijvoorbeeld kinderen van genaturaliseerde Italianen, of kinderen uit gemengde huwelijken.

## Bekende Italo-Belgen

### Sporters
- Arnor Angeli, voetballer
- Walter Baseggio, voetballer
- Georget Bertoncello, ex-voetballer
- Alain Bettagno, ex-voetballer
- Lucien Bianchi, Formule 1-coureur
- Roberto Bisconti, ex-voetballer
- Vince Briganti, ex-voetballer en coach
- Dante Brogno, ex-voetballer en coach
- Loris Brogno, voetballer
- Toni Brogno, ex-voetballer
- Massimo Bruno, voetballer
- Marco Casto, ex-voetballer en coach
- Pino Cerami, wielrenner
- Laurent Ciman, voetballer
- Alessandro Cordaro, voetballer
- Jérôme d'Ambrosio, autocoureur
- Francesco D'Onofrio, voetballer
- Dominique D'Onofrio, trainer
- Luciano D'Onofrio, spelersmakelaar
- Corentin Fiore, voetballer
- Marco Ingrao, voetballer
- Felice Mazzù, ex-voetballer, coach
- Domenico Olivieri, ex-voetballer
- Pietro Perdichizzi, voetballer
- Luigi Pieroni, voetballer
- Sébastien Pocognoli, voetballer
- Silvio Proto, voetballer
- Giuseppe Rossini, voetballer
- Enzo Scifo, voetballer
- François Sterchele, voetballer
- Stijn Stijnen, voetballer
- Bruno Venanzi, voetbalvoorzitter

### Politici
- Marie Arena, politica
- Carlo Di Antonio, politicus en concertorganisator
- Elio Di Rupo, politicus en voormalig premier
- Paul Furlan, politicus
- Marc Tarabella, politicus
- Paola Ruffo di Calabria, koningin

### Acteurs en muzikanten
- Salvatore Adamo, zanger
- Claude Barzotti, zanger
- Bruno Castellucci, drummer
- Gianmarco Cellini, Muzikant en dj
- Melanie De Biasio, zangeres
- Lara Fabian, zangeres
- Frédéric François, zanger
- Rocco Granata, zanger
- Junior Jack, dj
- Sandra Kim, zangeres
- Frank Michael, zanger
- Mauro Pawlowski, zanger en gitarist
- Matteo Simoni, acteur
- Laura Tesoro, zangeres
- Michele Tesoro, acteur
- Marco Z, zanger

### Overige
- Dino Attanasio, striptekenaar
- Franco Dragone, theaterregisseur en zakenman
- Anne Morelli, historica
- Elvis Pompilio, modeontwerper
- Vittorio Simoni, architect